# Mimostrangalia indiferens
Mimostrangalia indiferens är en skalbaggsart som först beskrevs av Maurice Pic 1955.  Mimostrangalia indiferens ingår i släktet Mimostrangalia och familjen långhorningar. Inga underarter finns listade i Catalogue of Life.